# Stefan Danaïlov
Stefan Lambov Danaïlov (en bulgare : Стефан Ламбов Данаилов), né le 9 décembre 1942 à Sofia et mort le 26 novembre 2019 dans la même ville, est un acteur et homme politique bulgare. Après avoir connu le succès au théâtre, à la télévision et au cinéma, il embrasse une carrière politique sous la bannière du parti socialiste bulgare et dirige notamment le ministère de la Culture de 2005 à 2009, dans le gouvernement de Sergueï Stanichev.

## Biographie
Stefan Danaïlov naît le 9 décembre 1942 à Sofia. Enfant, il rêve de faire carrière dans la marine marchande, car la mer l'attire, bien qu'il n'ait pas le pied marin. Sa mère est originaire de Lovetch, son père du village de Raïkovo dans les Rhodopes.
Il apparaît pour la première fois à l'écran en 1956, dans le film de fiction Les traces demeurent. Pendant son service militaire, il envisage de poser sa candidature pour des études d'histoire, mais l'acteur Ivan Kondov (bg) (1925-2004), devenu entretemps le mari de sa sœur, lui conseille d'intégrer l'Institut supérieur d'art théâtral et cinématographique Krastio-Sarafov (VITIZ) de Sofia (actuelle Académie nationale d'art théâtral et cinématographique Krastio-Sarafov (en), NATFIZ). 
En 1963, il est admis dans la classe d'art dramatique du professeur Stefan Sartchadjiev (bg) (1912-1965). Après sa mort, Danaïlov étudie auprès du metteur en scène Metodi Andonov (en) (1932-1974) et du professeur Anastas Mihaïlov. Après la fin de ses études en 1966, il commence à travailler au théâtre N.-O.-Massalitinov (bg) de Plovdiv.
Il joua ses premiers rôles cinématographiques dans les films Lundi matin, La Mer (1967) et Parfumé aux amandes (1967). Sa participation au film Premier messager (1968), dans le rôle d'Ivan Zagoubanski, accroît encore sa popularité, consacrée par la série télévisée À chaque kilomètre (en) (1969). Dans le rôle du major Deyanov, il marque le souvenir d'un très large public en Bulgarie. Entre la première et la deuxième saison de la série, il joue dans les films Le Prince (1970) et Les Anges noirs (1970).

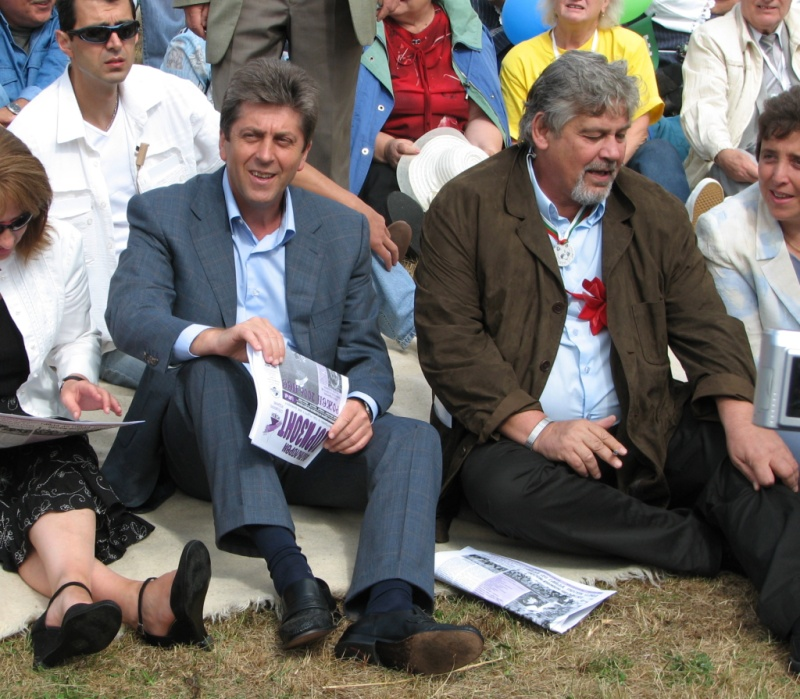
Stefan Danaïlov (à droite) et le président Gueorgui Parvanov au festival folklorique de Rojеn en 2006.

Peu après, il abandonne le théâtre pour se consacrer entièrement au cinéma. Cependant, en 1973, il fait son retour sur la scène théâtrale pour intégrer la troupe du théâtre Balgarska-Armia (bg), et, à partir de 1979, il entre au théâtre national Ivan-Vazov, tout en continuant à tourner dans des productions cinématographiques et télévisées. 
Après le rôle du major Deyanov, le jeune premier Danaïlov interprète de nombreux autres rôles qui restent dans toutes les mémoires bulgares. Conscient du caractère éphémère et trompeur des succès rapides, il cherche en quelque sorte une compensation dans l'interprétation des personnages les plus divers, exigeant une grande présence scénique. Le film Ivan Kondarev de Nikola Korabov (en) (1974) constitue l'une de ses meilleures performances à l'écran.
Après la démission de Todor Jivkov le 10 novembre 1989, il continue à s'affirmer, sur la scène comme à l'écran. La première de Lorenzaccio connaît un succès phénoménal, et sa participation à la série italienne La Mafia, dans laquelle il joue aux côtés de Michele Placido, le fait connaître également à l'étranger.
En 1994, il est le cocréateur de la fondation Avanscena, et préside l'Institut international du théâtre de la Méditerranée (IITM) à partir de 1996.
Il participe à plus de 80 films et est lauréat d'un grand nombre de prix dans des festivals bulgares de théâtre et de cinéma. Ainsi, il reçoit en 1969 le prix du meilleur rôle masculin pour Le Prince et Les Anges noirs au festival du cinéma bulgare de Varna. En Tchécoslovaquie, il se voit décerner le titre d'acteur le plus populaire de l'année 1976.
À partir de 1988, il enseigne l'art dramatique à l'Académie nationale d'art théâtral et cinématographique Krasto-Sarafov (NATFIZ), avec le titre de maître de conférences (доцент) à partir de 1996, puis de professeur à partir de 1999.
Stefan Danaïlov est aussi chevalier de l'ordre de Stara Planina, le plus prestigieux ordre honorifique du monde culturel bulgare. En 2002, le ministère de la Culture bulgare lui attribue également le prix Païssiï-de-Hilendar pour sa contribution exceptionnelle à la culture bulgare.

### Carrière politique
Tout d'abord membre du parti communiste bulgare, Stefan Danaïlov officie en tant que secrétaire du parti au Théâtre national Ivan-Vazov.
Il est ensuite délégué aux 44e (2000), 45e (avril 2005) et 46e (décembre 2005) congrès du parti socialiste bulgare.
Du 17 août 2005 au 27 juillet 2009, il est ministre de la Culture du gouvernement de Sergueï Stanichev.

## Filmographie
- Les Traces demeurent (Следите остават) — 1956
- L'inspecteur et la nuit (Инспекторът и нощта) — 1963
- Sentiers tranquilles (Мълчаливите пътеки) — 1967
- La Mer (Морето) — 1967
- Parfumé aux amandes (С дъх на бадеми) — 1967
- Le Premier messager (Първият куриер) — 1968
- À chaque kilomètre (На всеки километър) — major Deyanov dans la série télévisée (Mosfilm, Bulgarie) — 1969
- Le Prince (Князът) — 1970
- Les Anges noirs (Черните ангели) — 1970
- Il n'y a rien de plus beau que le mauvais temps (Няма нищо по-хубаво от лошото време) — 1971
- À chaque kilomètre - II (На всеки километър - II) — major Deyanov dans la série télévisée (Mosfilm, Bulgarie) — 1971
- Affection (Обич) — 1972
- Nona (Нона) — 1973
- Ivan Kondarev (Иван Кондарев) — 1974
- Maisons sans palissade (Къщи без огради) — 1974;
- Reflet sur la Drave (Зарево над Драва) — 1974
- Vie et mort (На живот и смърт) — 1974, à partir du roman de même titre de Dimităr Angelov
- Les Noces de Yoan Assen (Сватбите на Йоан Асен) — 1975;
- Frérot - Jivko Guéorguiev (Братушка — Живко Георгиев) (Mosfilm, Bulgarie) — 1975
- La Faute (Вината) — 1976
- Les Cinq de RMS (Петимата от РМС) — 1977
- Ioulia Vrevskaïa (Юлия Вревская) — Karavelov dans le film sur la comtesse russe Ioulia Vrevskaïa, héroïne de la Guerre russo-turque de 1877-1878 (Mosfilm, Bulgarie) — 1977
- Ne meurs que dans le pire des cas (Умирай само в краен случай) — 1978
- Circulation en sens inverse (Насрещно движение) — 1978
- Une chose issue du néant (От нищо нещо) — 1979
- Choix des dames (Дами канят) — 1980
- Le Sang demeure (Кръвта остава) — 1980
- La Reine de Tărnovo (Търновската царица) — 1981
- Soleil d'automne (Есенно слънце) — 1982
- 24 heures de pluie (24 часа дъжд) - 1982
- Cristaux (Кристали) — 1982
- Boris Ier (Борис I) — 1985
- Manœuvres au cinquième étage (Маневри на петия етаж) — 1985
- Les Convois de la mort (Ешелоните) — 1986 (film sur le sauvetage des Juifs bulgares pendant la Seconde Guerre mondiale)
- Trois Maries et Ivan (Три Марии и Иван) — 1986
- Rêveurs (Мечтатели) — 1987
- Le Grand jeu (russe : Большая игра, bulgare : Голямата игра) - mini-série policière télévisée (Mosfilm, Bulgarie) — 1988
- Lundi matin (Понеделник сутрин) — 1988
- Le Carnaval (Карнавалът) — 1990
- Vis dangereusement ! (Живей опасно) — 1990
- La Cible rouge ('Червената мишена) — (USA, Bulgarie) — 1991
- La Conspiration de Berlin (titre bulgare : Берлинската конспирация, titre original : The Berlin Conspiracy) — (USA, réalisateur Terence H. Winkless) — 1991
- Je veux l'Amérique (Искам Америка) — 1991
- Crise au Kremlin (titre bulgare : Криза в Кремъл, titre original : Crisis in the Kremlin) — (USA) — 1992
- La Mafia 7 (titre original : La Piovra 7, titre bulgare : Октопод 7) — rôle de Don Nuzzo Mariano dans la série télévisée (Italie, Bulgarie) — 1994
- Le Retour de Don Quichotte (titre russe : Дон Кихот возвращается, titre bulgare : Дон Кихот се завръща) — (Mosfilm, Bulgarie) — 1996
- Racket (Рекет) — Vincenzo Grumo dans la série télévisée (Italie, Bulgarie) — 1997
- Mort d'une fille honnête (titre original : Morte di una ragazza perbene, titre bulgare : Смъртта на едно порядъчно момиче) — (Italie, Bulgarie) — 1998
- Mouche espagnole (Испанска муха) — 1998
- Après la fin du monde (След края на света) — 1998
- Cas de conscience (titre original : Un caso di coscienza, titre bulgare : Дело по съвест) — (Italie, Bulgarie) — 2001
- Vercingétorix — (France, Bulgarie) — 2002
- Pardonne-nous (Прости нам) — 2003.